# David Shaltiel
David Shaltiel (Berlino, 16 gennaio 1903 – Gerusalemme, febbraio 1969) è stato un generale e diplomatico israeliano, ex volontario nella Legione straniera francese e comandante del distretto Haganah  a Gerusalemme durante la guerra arabo-israeliana del 1948.

## Biografia
David Shaltiel nacque a Berlino nel 1903 in una famiglia ebrea ortodossa portoghese originaria di Amburgo. A 16 d'età, Shaltiel aderì al movimento giovanile sionista Blau Weiss, e si recò in Palestina nel 1923. Tuttavia, deluso da quell'esperienza, tornò in Europa nel 1925 e si arruolò fino al 1930 nella Legione straniera francese ove raggiunse il grado di sottotenente. Si occupò come rappresentante della compagnia Shell a Parigi e a Metz, poi si recò ad Haiti ove visse semplicemente la vita come gli indigeni locali.
Con l'avvento nel 1933 al potere di Adolf Hitler, Shaltiel nel 1934 tornò nuovamente in Palestina divenendo un membro dell'Hagana (Manganon Hahagana), incaricato dell'organizzazione militare, della formazione dei suoi quadri e del comando della zona della valle del fiume Giordano.
Nel 1936 rientrò in Germania al fine di procurarsi le armi per le forze ebree operanti in Palestina.  Collaborò con il trafficante amburghese Benno Spiro che segretamente era autorizzato dalla Gestapo a vendere armi agli stranieri. Le attività clandestine di Shaltiel e di Spiro furono subito scoperte dalla Gestapo. Il 4 novembre 1937 in effetti, Adolf Eichmann menzionò i loro nomi in occasione di un viaggio in Palestina e in Egitto, chiedendo ai governanti locali se i due trafficanti d'armi erano al soldo dell'Hagana.
Il 6 novembre 1936 Shaltiel fu arrestato ad Aquisgrana e condannato da un tribunale nazista a soli tre mesi di prigione ad Amburgo per mancanza di prove. Scarcerato, fu rinchiuso per tre anni nel campo di sterminio di Dachau e Buchenwald. Quando fu rilasciato a Berlino nel 1939 prese il comando del nucleo operativo dell'Haganah per poi furtivamente riuscì ad espatriare e a raggiungere la Palestina dove in precedenza era stato condannato a morte per l'uccisione di un cittadino inglese, ma poi il Consiglio di guerra inglese lo aveva graziato. Dal 1940 al 1942, fece parte dello SHAY, il servizio segreto dello Yishuv, il più antico insediamento ebraico in Palestina. Nel 1942-43 fu il comandante dell'Haganah nella città di Haifa.
Nel 1948 durante la guerra arabo-israeliana fu il comandante del distretto Haganah a Gerusalemme ed ebbe delle responsabilità nel Massacro di Deir Yassin.  Il generale Shaltiel fu considerato la mente dell'Operazione Kedem il cui obiettivo era quello di catturare Gerusalemme Est. Questa missione effettuata l'8 luglio 1948 dalle truppe Irgun, fu un fallimento militare totale.
Fu ispettore generale delle Forze di Difesa Israeliane (IDF) dal 1948 al 1949 mentre dal 1949 al 1950, comandò le Forze di frontiera.  Nominato addetto militare in Francia dal 1950 al 1952, poi ambasciatore in Messico, Brasile e nei Paesi Bassi.